# Tillandsia adamsii
Tillandsia adamsii là một loài thực vật có hoa trong họ Bromeliaceae. Loài này được Read miêu tả khoa học đầu tiên năm 1974.